# نظام معلومات دورة الوقود النووي المتكامل
نظام معلومات دورة الوقود النووي المتكامل هو عبارة عن مجموعة من قواعد البيانات المتعلقة بدورة الوقود النووي التي تحتفظ بها الوكالة الدولية للطاقة الذرية.

## الأهمية
الهدف الرئيسي من نظام معلومات دورة الوقود النووي المتكامل هو توفير معلومات عن جميع جوانب دورة الوقود النووي لمختلف الباحثين والمحللين ومخططي الطاقة والأكاديميين والطلاب وعامة الناس.

## الإطلاع
```
يشمل نظام معلومات دورة الوقود النووي المتكامل حاليًا عدة وحدات. يتطلب نظام معلومات دورة الوقود النووي المتكامل تسجيل مجاني عبر 
الموقع الإلكتروني
 للوصول للمعلومات.
[
4
]
```

## مصادر المعلومات

الوكالة الدولية للطاقة الذرية